# James Wharton
James Anthony Wharton (Melbourne, 8 de julio de 2006) es un piloto de automovilismo australiano. Fue miembro de la Academia de pilotos de Ferrari entre 2021 y 2023. En 2023 fue campeón del Campeonato de EAU de Fórmula 4 con Mumbai Falcons Racing Limited, y resultó subcampeón del Campeonato Euro 4 en 2023 y de la Fórmula Regional Europea en 2024. En 2025 compite en el Campeonato de Fórmula 3 de la FIA con ART.

## Carrera deportiva

### Inicios
Nacido en Bundoora, suburbio de Melbourne, Wharton comenzó a correr en karts a la edad de ocho años en su tierra natal, Australia. Después de dos años en karting en las categorías Mini y Cadet, ganó ocho de diez carreras en su temporada 2017, ganando el Campeonato de Australia en el proceso. Después de eso, él y su padre se mudaron a Europa para progresar en su carrera, donde pasó cuatro años contratado por Parolin, compitiendo en varios campeonatos continentales.
Wharton daría el salto a las carreras de monoplazas en 2022, esto en el Campeonato de EAU de Fórmula 4 con el equipo Abu Dhabi Racing by Prema, a pesar de obtener cuatro victorias y cinco podios, quedarian en quinto lugar de la clasificación general.

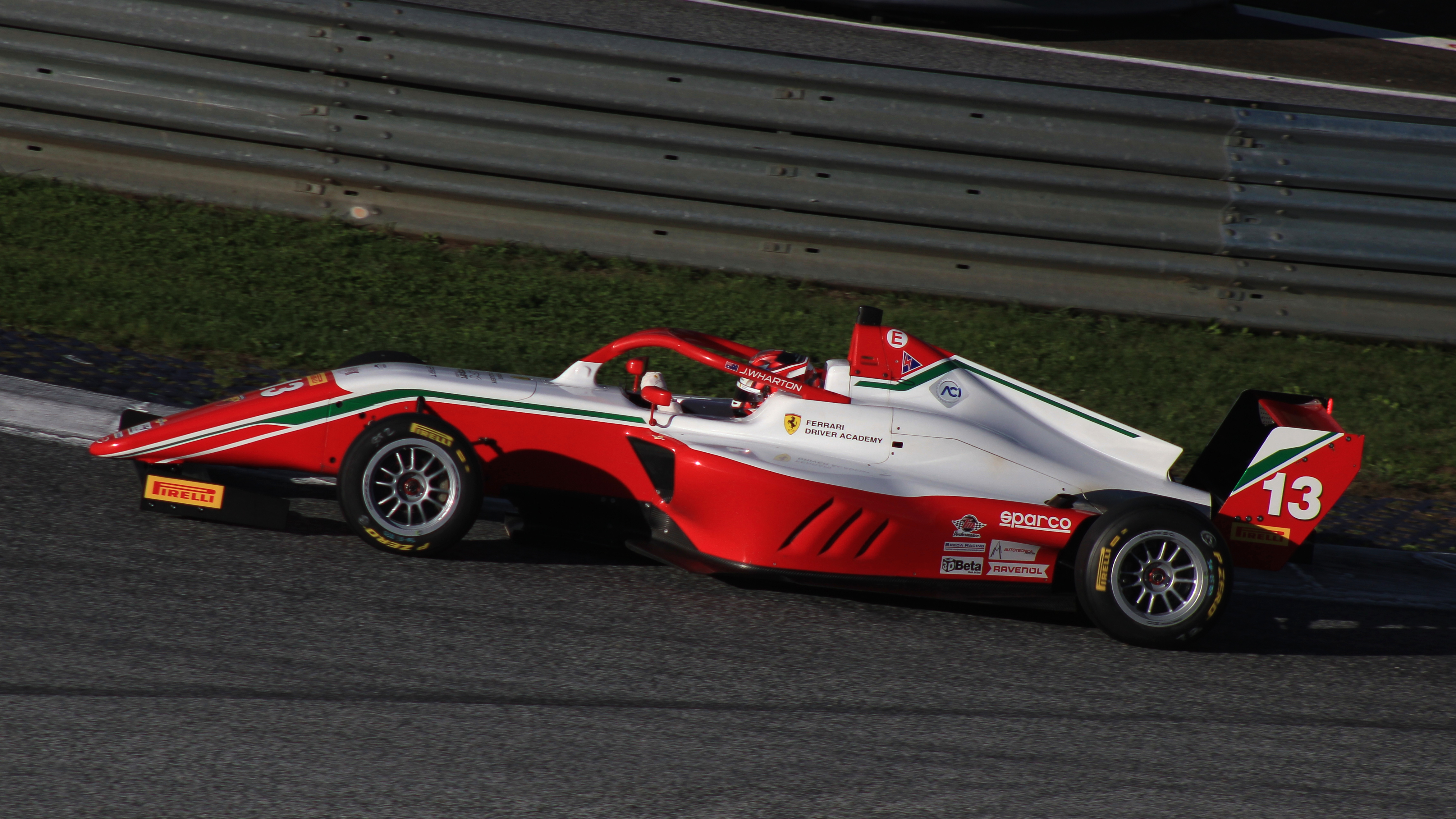
Wharton en el Red Bull Ring, 2022.

Sus competencias principales serían la ADAC Fórmula 4 y el Campeonato de Italia de Fórmula 4, los cuales sería acompañado bajo el mismo equipo, el cual era Prema Racing. En los dos campeonatos quedarian en quinto lugar en la clasificación general, peor se destacaría más en el campeonato alemán debido a que obtenida una victoria y otros dos podios.
En preparación de su temporada principal el cual sería el Campeonato de Italia de Fórmula 4, Wharton volvería a competir en el Campeonato de EAU de Fórmula 4 con Mumbai Falcons Racing Limited, en la cual, tras una batalla por el título que incluía a Ugo Ugochukwu y a su nuevo compañero de Ferrari, Tuukka Taponen, lograría obtener un disputado campeonato de Medio Oriente con cuatro victorias y 11 podios. También compitió en el Campeonato Euro 4, donde fue subcampeón.
Fue miembro de la Academia de pilotos de Ferrari entre 2021 y 2023.

### Fórmula Regional y GB3
En el inicio de 2024, Wharton participó en la Fórmula Regional de Medio Oriente con Mumbai Falcons. Luego, en la Fórmula Regional Europea compitió con Prema, donde ganó cuatro carreras. Fue subcampeón, detrás de su compañero Rafael Câmara. Ese mismo año, compitió en algunas rondas del Campeonato GB3 con Fortec.

### Fórmula 3
El australiano debutó en el Campeonato de Fórmula 3 de la FIA con Hitech, tras la suspensión de uno de sus pilotos titulares de la ronda de Silverstone.
En octubre de 2024, ART Grand Prix anunció que Wharton competiría para ellos en la temporada 2025, junto con Laurens van Hoepen y Tuukka Taponen.

## Resumen de carrera
| Temporada | Categoría                                       | Equipo                        | Carreras     | Victorias    | Poles        | VR           | Podios       | Puntos       | Pos.         |
| --------- | ----------------------------------------------- | ----------------------------- | ------------ | ------------ | ------------ | ------------ | ------------ | ------------ | ------------ |
| 2022      | Campeonato de EAU de Fórmula 4                  | Abu Dhabi Racing by Prema     | 16           | 4            | 3            | 4            | 5            | 168          | 5.º          |
| 2022      | Campeonato de Italia de Fórmula 4               | Prema Racing                  | 20           | 0            | 0            | 0            | 5            | 166          | 5.º          |
| 2022      | ADAC Fórmula 4                                  | Prema Racing                  | 16           | 1            | 0            | 2            | 3            | 146          | 5.º          |
| 2023      | Campeonato de EAU de Fórmula 4                  | Mumbai Falcons Racing Limited | 15           | 4            | 4            | 5            | 11           | 232          | 1.º          |
| 2023      | Campeonato de Italia de Fórmula 4               | Prema Racing                  | 21           | 2            | 3            | 2            | 8            | 205.5        | 4.º          |
| 2023      | Campeonato Euro 4                               | Prema Racing                  | 9            | 2            | 1            | 1            | 5            | 169          | 2.º          |
| 2024      | Campeonato de Fórmula Regional de Medio Oriente | Mumbai Falcons Racing Limited | 15           | 0            | 0            | 0            | 2            | 111          | 6.º          |
| 2024      | Campeonato de Fórmula Regional Europea          | Prema Racing                  | 19           | 4            | 5            | 2            | 10           | 236          | 2.º          |
| 2024      | Campeonato GB3                                  | Fortec Motorsports            | 5            | 0            | 0            | 0            | 0            | 30           | 25.º         |
| 2024      | Campeonato de Fórmula 3 de la FIA               | Hitech Pulse-Eight            | 2            | 0            | 0            | 0            | 0            | 0            | 33.º         |
| 2024      | Gran Premio de Macao                            | ART Grand Prix                | 1            | 0            | 0            | 0            | 0            | N/A          | DNF          |
| 2025      | Campeonato de Fórmula 3 de la FIA               | ART Grand Prix                | Disputándose | Disputándose | Disputándose | Disputándose | Disputándose | Disputándose | Disputándose |
| Fuente:   |                                                 |                               |              |              |              |              |              |              |              |

## Resultados

### ADAC Fórmula 4
(Clave) (negrita indica pole position) (cursiva indica vuelta rápida puntuable)

| Año     | Equipo       | 1   | 1   | 1   | 2    | 2    | 2    | 3   | 3   | 3   | 4    | 4    | 4    | 5   | 5   | 5   | 6    | 6    | 6    | Pos. | Puntos |
| ------- | ------------ | --- | --- | --- | ---- | ---- | ---- | --- | --- | --- | ---- | ---- | ---- | --- | --- | --- | ---- | ---- | ---- | ---- | ------ |
| 2022    | Prema Racing | SPA | SPA | SPA | HOC1 | HOC1 | HOC1 | ZAN | ZAN | ZAN | NÜR1 | NÜR1 | NÜR1 | LAU | LAU | LAU | NÜR2 | NÜR2 | NÜR2 | 5.º  | 146    |
| 2022    | Prema Racing | Ret | 3   | 9   | 18   | 6    | Ret  | 5   | 4   | 6   | 4    | 5    | 1    |     |     |     | 3    | 5    | 4    | 5.º  | 146    |
| Fuente: |              |     |     |     |      |      |      |     |     |     |      |      |      |     |     |     |      |      |      |      |        |

### Campeonato de Italia de Fórmula 4
(Clave) (negrita indica pole position) (cursiva indica vuelta rápida puntuable)

| Año     | Equipo       | 1   | 1   | 1   | 2   | 2   | 2   | 3   | 3   | 3   | 4   | 4   | 4   | 5   | 5   | 5   | 5   | 6   | 6   | 6   | 7   | 7   | 7   | Pos. | Puntos |
| ------- | ------------ | --- | --- | --- | --- | --- | --- | --- | --- | --- | --- | --- | --- | --- | --- | --- | --- | --- | --- | --- | --- | --- | --- | ---- | ------ |
| 2022    | Prema Racing | IMO | IMO | IMO | MIS | MIS | MIS | SPA | SPA | SPA | VLL | VLL | VLL | SPI | SPI | SPI | SPI | MNZ | MNZ | MNZ | MUG | MUG | MUG | 5.º  | 166    |
| 2022    | Prema Racing | 4   | 3   | 9   | 5   | 3   | 29† | 3   | 5   | Ret | 3   | 7   | 4   | 2   | 6   |     | 4   | 30† | 15  | C   | Ret | 7   | 5   | 5.º  | 166    |
| Fuente: |              |     |     |     |     |     |     |     |     |     |     |     |     |     |     |     |     |     |     |     |     |     |     |      |        |

| Año     | Equipo       | 1   | 1   | 1   | 1   | 2   | 2   | 2   | 3   | 3   | 3   | 4   | 4   | 4   | 4   | 4   | 4   | 6   | 6   | 6   | 7   | 7   | 7   | Pos. | Puntos |
| ------- | ------------ | --- | --- | --- | --- | --- | --- | --- | --- | --- | --- | --- | --- | --- | --- | --- | --- | --- | --- | --- | --- | --- | --- | ---- | ------ |
| 2023    | Prema Racing | IMO | IMO | IMO | IMO | MIS | MIS | MIS | SPA | SPA | SPA | MNZ | MNZ | MNZ | LEC | LEC | LEC | MUG | MUG | MUG | VLL | VLL | VLL | 4.º  | 205.5  |
| 2023    | Prema Racing | 23† |     | 5   | 12  | 3   | 2   | 28  | 1   | 1   | 3   | 6   | 5   | 5   | 3   | Ret | 2   | 8   | 9   | 3   | 5   | 6   | 4   | 4.º  | 205.5  |
| Fuente: |              |     |     |     |     |     |     |     |     |     |     |     |     |     |     |     |     |     |     |     |     |     |     |      |        |

### Campeonato de EAU de Fórmula 4
(Clave) (negrita indica pole position) (cursiva indica vuelta rápida puntuable)

| Año     | Equipo                        | 1    | 1    | 1    | 2    | 2    | 2    | 3    | 3    | 3    | 4    | 4    | 4    | 5   | 5   | 5   | Pos. | Puntos |
| ------- | ----------------------------- | ---- | ---- | ---- | ---- | ---- | ---- | ---- | ---- | ---- | ---- | ---- | ---- | --- | --- | --- | ---- | ------ |
| 2023    | Mumbai Falcons Racing Limited | DUB1 | DUB1 | DUB1 | KUW1 | KUW1 | KUW1 | KUW2 | KUW2 | KUW2 | DUB2 | DUB2 | DUB2 | YMC | YMC | YMC | 1.º  | 232    |
| 2023    | Mumbai Falcons Racing Limited | 3    | 17   | 4    | 1    | 2    | 13   | 2    | 2    | 1    | 2    | 2    | 3    | 1   | 1   | Ret | 1.º  | 232    |
| Fuente: |                               |      |      |      |      |      |      |      |      |      |      |      |      |     |     |     |      |        |

### Campeonato de Fórmula 3 de la FIA
(Clave) (negrita indica pole position) (cursiva indica vuelta rápida puntuable)

| Año   | Escudería          | 1   | 1   | 2   | 2   | 3   | 3   | 4   | 4   | 5   | 5   | 6   | 6   | 7   | 7   | 8   | 8   | 9   | 9   | 10  | 10  | Pos. | Puntos | Ref.   |
| ----- | ------------------ | --- | --- | --- | --- | --- | --- | --- | --- | --- | --- | --- | --- | --- | --- | --- | --- | --- | --- | --- | --- | ---- | ------ | ------ |
| 2024  | Hitech Pulse-Eight | SAK | SAK | MEL | MEL | IMO | IMO | MON | MON | BAR | BAR | SPI | SPI | SIL | SIL | BUD | BUD | SPA | SPA | MNZ | MNZ | 33.º | 0      | [ 16 ] |
| 2024  | Hitech Pulse-Eight |     |     |     |     |     |     |     |     |     |     |     |     | 18  | 21  |     |     |     |     |     |     | 33.º | 0      | [ 16 ] |
| 2025* | ART Grand Prix     | MEL | MEL | SAK | SAK | IMO | IMO | MON | MON | BAR | BAR | SPI | SPI | SIL | SIL | SPA | SPA | BUD | BUD | MNZ | MNZ | 17.º | 25     | [ 17 ] |
| 2025* | ART Grand Prix     | Ret | 21  | 13  | 28  | 22  | 13  | 21  | 11  | 8   | 16  | 1   | 14  | 16  | 6   | 20  | C   | 5   |     |     |     | 17.º | 25     | [ 17 ] |

- * Temporada en progreso.